# Condado de Fremont (Colorado)
El condado de Fremont (en inglés: Fremont County), fundado en 1861, es uno de los 64 condados del estado estadounidense de Colorado. En el año 2000 tenía una población de 46 145 habitantes con una densidad poblacional de 11 personas por km². La sede del condado es Cañon City.

## Geografía
Según la Oficina del Censo, el condado tiene un área total de 3973 km² (1534,0 mi²), de la cual 3970 km² (1532,8 mi²) es tierra y 3 km² (1,2 mi²) (0,07%) es agua.

### Condados adyacentes
- Condado de Teller - norte
- Condado de El Paso - noreste
- Condado de Pueblo - sureste
- Condado de Custer - sur
- Condado de Saguache - suroeste
- Condado de Chaffee - noroeste
- Condado de Park - noroeste

## Demografía
En el 2000 la renta per cápita promedia del condado era de $34 150, y el ingreso promedio para una familia era de $42 303. En 2000 los hombres tenían un ingreso per cápita de $30 428 versus $23 112 para las mujeres. El ingreso per cápita para el condado era de $17 420. Alrededor del 11.70% de la población estaba bajo el umbral de pobreza nacional.

## Gobierno
El condado tiene el Complejo Correccional Federal de Florence de la Agencia Federal de Prisiones: 
- ADX Florence

## Ciudades y pueblos
- Brookside
- Cañon City
- Coal Creek
- Cotopaxi
- Florence
- Lincoln Park
- Penrose
- Rockvale
- Williamsburg

## Ciudades hermanadas
- Kahoku, Prefectura de Yamagata, Japón
- Valday, Rusia